# Hippopotamidae
Gli ippopotami sono gli unici componenti viventi della famiglia degli Ippopotamidi, appartenente al sottordine Whippomorpha, comprendente gli artiodattili più strettamente imparentati con i cetacei.
La diffusione geologica della famiglia va dal medio Pliocene al Pleistocene in Asia, nel Pleistocene in Europa, e dal medio Pliocene a oggi in Africa.

Il nome hippopotamus, che in greco equivale a «cavallo di fiume»,  per via delle somiglianze che intercorrono fra le due specie (riferendosi all'ippopotamo quando affiora sull'acqua): l'occhio,  le orecchie, le larghe narici e la fronte ampia. Le popolazioni africane lo chiamano invece «Gamhus el Behr» ossia «bufalo di fiume».

## Evoluzione
Gli studi più recenti sulle origini degli ippopotamidi suggeriscono che ippopotami e cetacei condividano un antenato comune semi-acquatico che si sarebbe differenziato dagli altri Artiodattili circa 60 milioni di anni fa, per poi dar vita, circa 54 milioni di anni fa, a due branche distinte, da una delle quali si evolsero i cetacei, probabilmente a partire dalla proto-balena Pakicetus e da altri Archaeoceti.

Su tali basi gli ippopotami avrebbero maggiori affinità con le balene di quante non ne abbiano con gli altri artiodattili.

## Tassonomia
Ordine Artiodattili
- Sottordine Suiformi
  - Famiglia Hippopotamidae
  - Genere Kenyapotamus †
  - Genere Trilobophorus †
  - Genere Hippopotamus

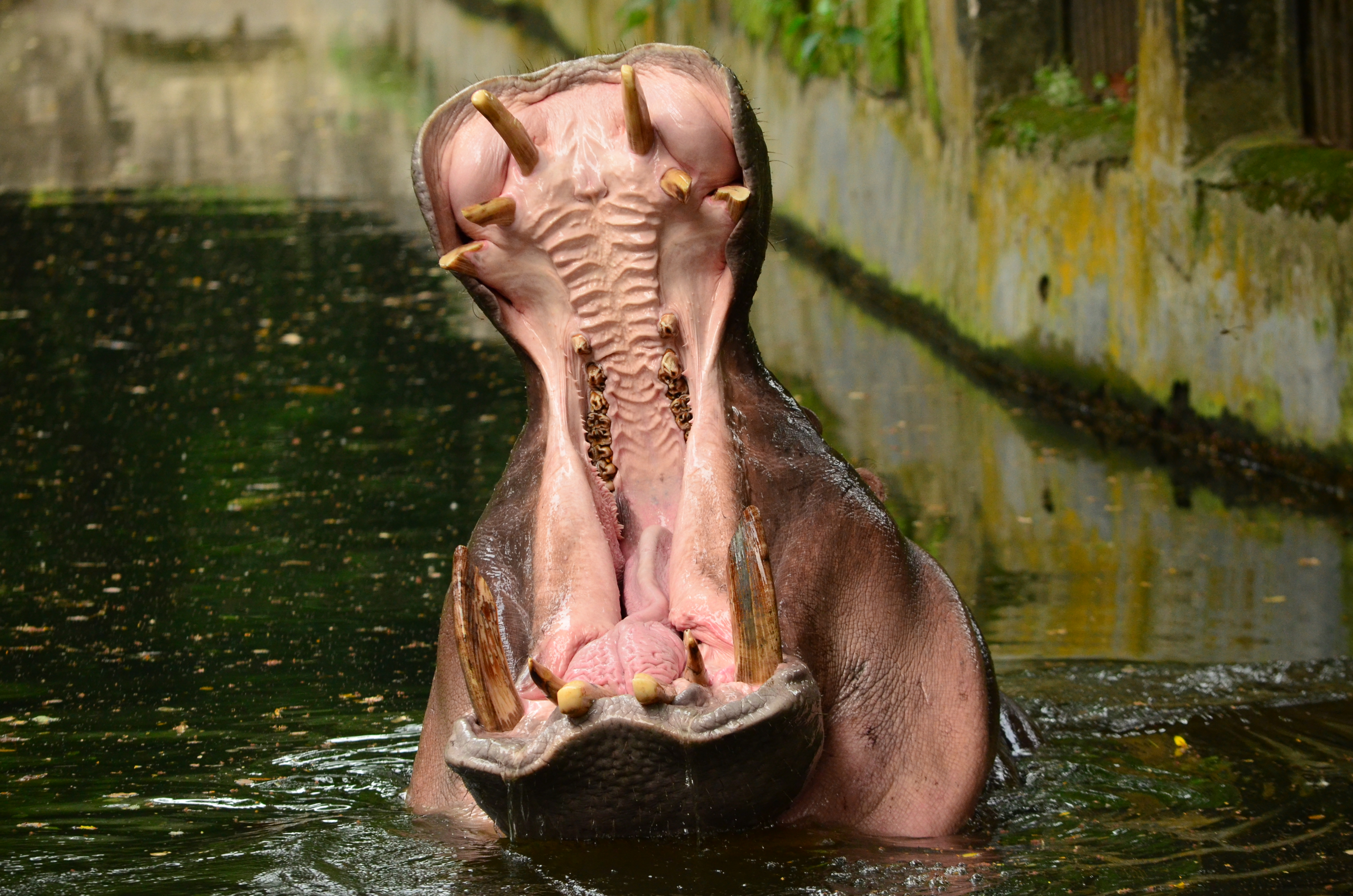
La bocca di un Ippopotamo

    - Hippopotamus amphibius (ippopotamo)
      - Hippopotamus amphibius amphibius
      - Hippopotamus amphibius capensis
      - Hippopotamus amphibius constrictus
      - Hippopotamus amphibius kiboko
      - Hippopotamus amphibius tschadensis

    - Hippopotamus antiquus (ippopotamo europeo) †
    - Hippopotamus creutzburgi (ippopotamo nano di Creta) † 
      - Hippopotamus creutzburgi creutzburgi †
      - Hippopotamus creutzburgi parvus †

    - Hippopotamus madagascariensis (ippopotamo del Madagascar †
    - Hippopotamus lemerlei (ippopotamo nano del Madagascar) †
    - Hippopotamus laloumena (ippopotamo nano del Madagascar) †
    - Hippopotamus melitensis (ippopotamo nano di Malta) †
    - Hippopotamus pentlandi (ippopotamo nano della Sicilia) †
    - Hippopotamus gorgops †

  - Genere Choeropsis (spesso accorpato ad Hexaprotodon)
    - Choeropsis madagascariensis (ippopotamo pigmeo del Madagascar) †

  - Genere Hexaprotodon
    - Hexaprotodon liberiensis (ippopotamo pigmeo) 
      - Hexaprotodon liberiensis liberiensis
      - Hexaprotodon liberiensis heslopi (probabilmente †)

    - Hexaprotodon namadicus (ippopotamo pigmeo indiano) †
    - Hexaprotodon palaeindicus (ippopotamo indiano) †

  - Genere Phanourios † 
    - Phanourios minutus (ippopotamo nano di Cipro) †

  - Genere Saotherium † 
    - Saotherium mingoz †

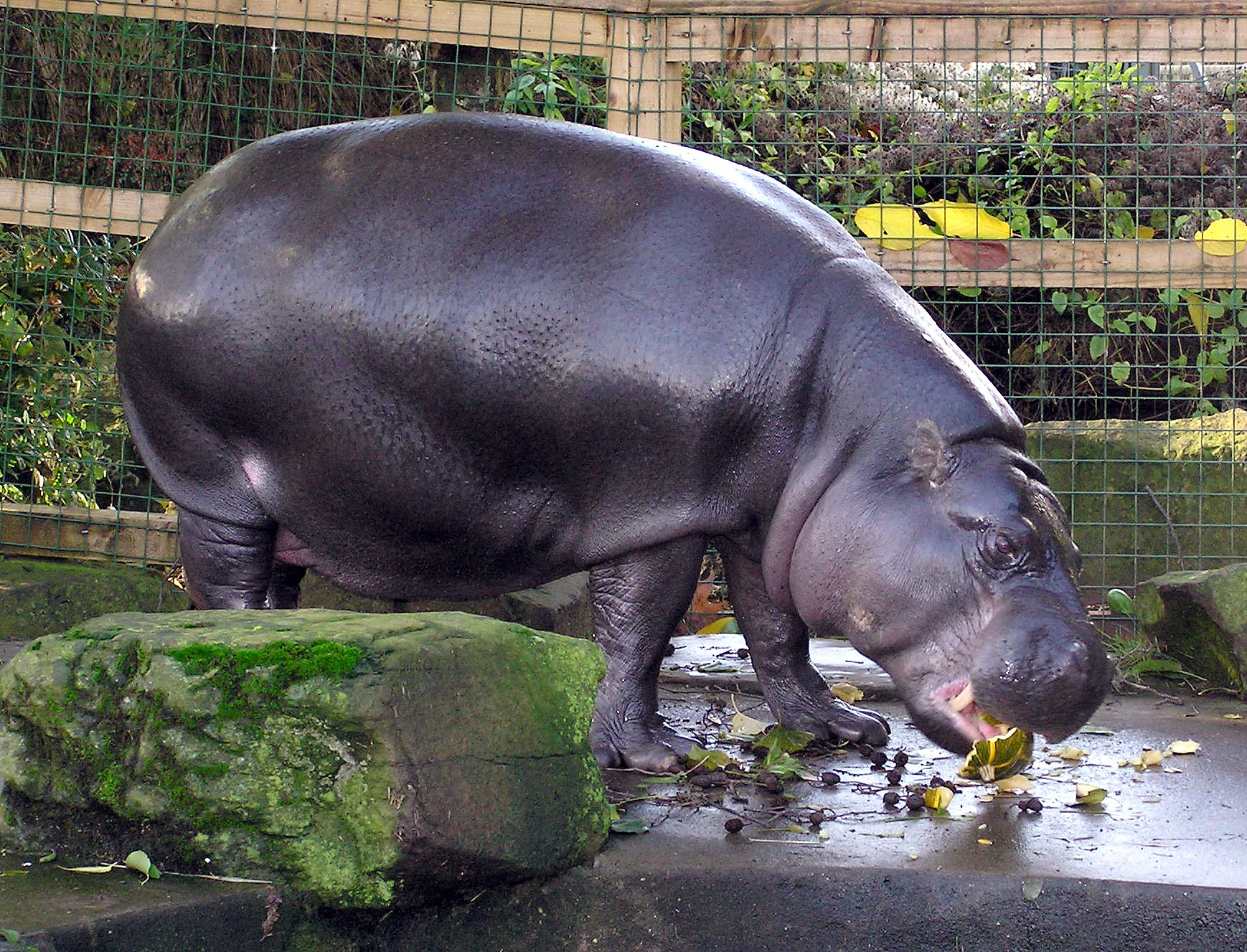
Ippopotamo pigmeo nello zoo di Bristol, in Inghilterra

Per quanto riguarda le differenze fra le due specie (quelle più grandi e quelle pigmee) esse sono relative all'ambiente in cui preferiscono vivere (i più grandi si immergono nell'acqua mentre i pigmei preferiscono le foreste) e al carattere (i primi sono più socievoli dei secondi), mentre per quanto riguarda la composizione fisica cambiano soltanto le dimensioni.